# جليجنايت
جليجنايت هو متفجر قوي كان يستعمل في التعدين. أقل حساسية من الديناميت. يحضر من النتروجلسرين والنترو -سليلوز، ونترات البوتاسيوم مع عجينة ورق.